# Bourghelles
Bourghelles é uma comuna francesa na região administrativa de Altos da França, no departamento do Norte. Estende-se por uma área de 6.55 km². Em 2010 a comuna tinha 1 691 habitantes (densidade: 258,2 hab./km²).